# Circadiaan ritme

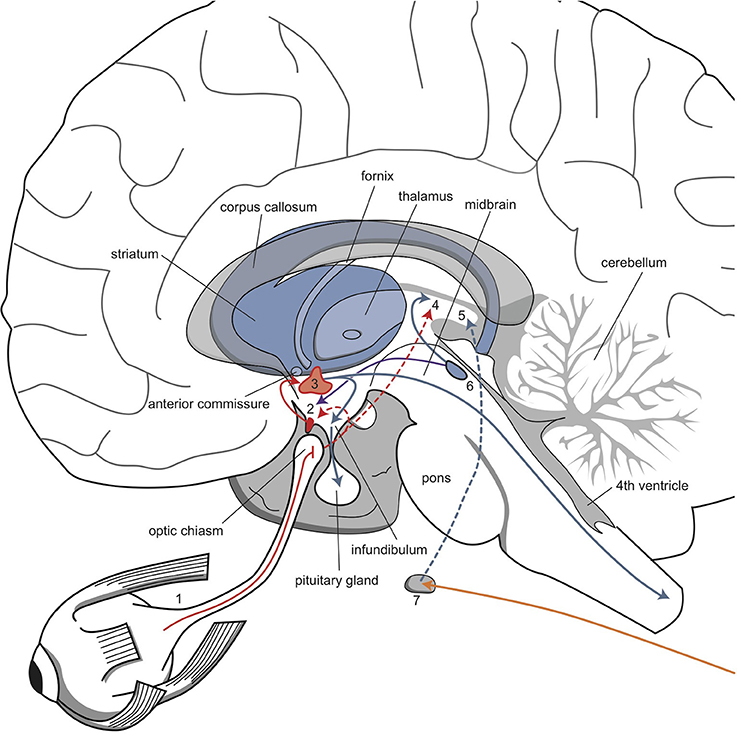
De hersengebieden die bij de mens het circadiaan ritme reguleren

Een circadiaan ritme is een biologisch ritme waarvan de cyclus ongeveer één dag duurt (Latijn: circa = rond, dies = dag). Men spreekt ook wel van een 24-uursritme of bij dieren van een slaap-waakritme.
Veel levende wezens, van bacteriën tot planten en dieren, bezitten een intern gereguleerd ritme dat hen in staat stelt tijdig te anticiperen op regelmatig terugkerende milieufactoren, zoals dag en nacht. Zelfs in complete duisternis vertonen mens en dier een circadiaan ritme, dat aangestuurd wordt door een interne biologische klok, die bij zoogdieren vastligt in bepaalde hersencellen.
De lichaamstemperatuur is een bekend voorbeeld van een functie met een circadiaan ritme. In de late middag (6 uur voor het inslapen) is deze het hoogst, en 2 uur na het inslapen het laagst. Ook andere lichaamsfuncties vertonen een circadiaan ritme, zoals afgifte van bepaalde hormonen, hartslag, slaappatroon, volume van de urineblaas, behoefte aan eten en drinken en gevoeligheid voor bepaalde geneesmiddelen.
Wordt het individu afgeschermd van bepaalde omgevingsfactoren, dan blijven de circadiaan verlopende processen volgens hun eigen innerlijke ritme doorlopen. Onder invloed van omgevingsinvloeden, zoals zonlicht, getijden, klimaat of sociale omgeving, worden de circadiane invloeden afgezwakt en wordt het gedrag van het individu meer bepaald door die omgevingsfactoren. In 2017 ontvingen Jeffrey C. Hall, Michael Rosbash en Michael W. Young de Nobelprijs voor Fysiologie of Geneeskunde voor hun onderzoek naar het circadiaan ritme.

## Invloed van licht

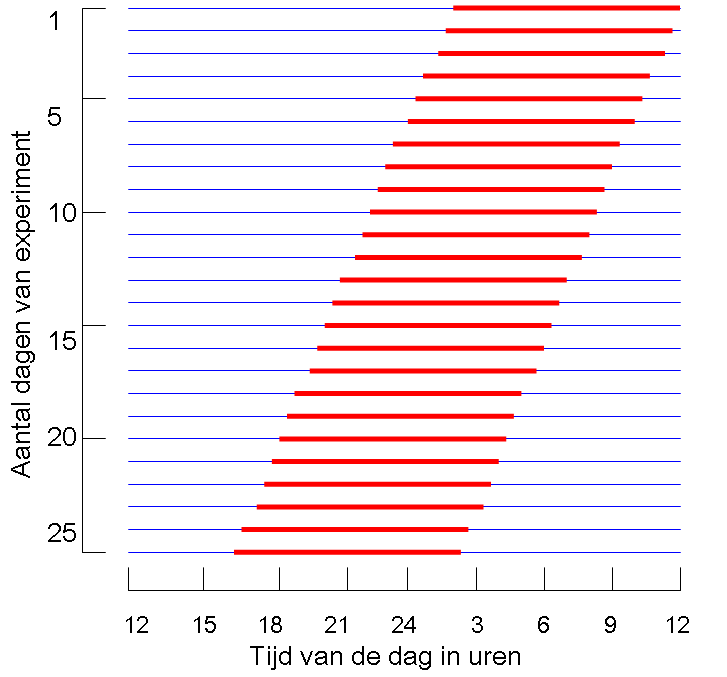
Perioden van activiteit van de vliegende eekhoorn in constante duisternis. Elke horizontale lijn is een dag van 24 uur. Rode streep: periode van activiteit. Zonder tijdaanduiding van de omgeving duurt de activiteits-cyclus iets korter dan 24 uur.

In omstandigheden waar kunstmatig de omgeving altijd licht of donker wordt gehouden, blijft het circadiane ritme gehandhaafd. Hierbij ontbreekt dus tijdaanduiding van de omgeving (ook wel Zeitgeber) genoemd en gaat het endogene (eigen) ritme overheersen. Het ritme voor nachtdieren is bijvoorbeeld in een altijd donkere omgeving iets korter dan 24 uur, waardoor het over opeenvolgende dagen steeds iets naar voren schuift in de tijd (zie illustratie).

## Biologische klok
Het mechanisme in de hersenen dat verantwoordelijk is voor de regulatie van het circadiane ritme wordt de biologische klok genoemd. Dit mechanisme bevindt zich in een kerngebied in de hypothalamus dat nucleus suprachiasmaticus wordt genoemd. Licht dat op het netvlies van de ogen valt wordt via speciale ganglioncellen naar de hypothalamus en vandaar naar de nucleus suprachiasmaticus geleid. Deze ganglioncellen bevatten het lichtgevoelig pigment melanopsine. De nucleus suprachiasmaticus regelt het waak-slaapritme door andere hersengebieden zoals de epifyse (pijnappelklier) te stimuleren. De epifyse produceert het hormoon melatonine, dat invloed heeft op het slaap-waakritme. Bij lagere vertebraten is de epifyse een lichtgevoelig orgaan dat bijvoorbeeld door de dunne schedelwand licht registreert. Melatonine wordt gedurende de afwezigheid van daglicht geproduceerd. Bij grote tijdverschuivingen, zoals bij een jetlag of bij nachtdienst c.q. ploegendienst, kunnen mensen ook overdag door slaperigheid worden overvallen, of 's nachts moeilijk in slaap komen. Het kan dagen duren voordat men zich aangepast heeft aan de effecten van grote tijdverschuivingen. Overdag actief zijn en blootstelling aan natuurlijk daglicht kan het herstel bevorderen en het lichaam kan sneller aanpassen door een vast slaapschema te hanteren.

## Jetlag
Er wordt een verband gelegd tussen het eetritme en een jetlag. Men ervaart meer last van een jetlag wanneer men van west naar oost vliegt. Een courante reistip is zich zo snel mogelijk aan te passen aan de normale etenstijd van het land van aankomst.